# Грушева Поляна
Грушева Поляна (рос. Грушевая Поляна) — селище у Острогозькому районі Воронезької області Російської Федерації.
Населення становить 276  осіб. Входить до складу муніципального утворення Шубинське сільське поселення.

## Історія
Населений пункт розташований у межах суцільної української етнічної території, частини Східної Слобожанщини. До Перших визвольних змагань належав до Воронезької губернії.
Згідно із законом від 15 жовтня 2004 року входить до складу муніципального утворення Шубинське сільське поселення.

## Населення
| 2000 | 2005 | 2010 |
| ---- | ---- | ---- |
| 241  | ↘220 | ↗276 |